# International Actors
International Actors ist eine deutsche Schauspielagentur, die in Deutschland lebende Schauspieler jedweder ausländischer Herkunft für deutsche Produktionen vermittelt. Sie wurde im September 1998 als Foreign Faces vom Schauspieler Tayfun Bademsoy in Berlin gegründet.

## Hintergrund
In den 1990er Jahren wurde es vermehrt üblich, dass nichtdeutsche Schauspieler in Filmen für bestimmte Ausländerdarstellungen gesucht wurden. International Actors erleichterte es, solche Rollen treffend zu besetzen.
Ein weiteres Ziel war es auch, die Lobby ausländischer Schauspieler zu stärken. Sie sollen ermutigt werden, Rollen nicht nur unwidersprochen zu akzeptieren, sondern auch den Regisseuren Vorschläge für eine realistischere Rollenausarbeitung zu machen. Dies soll den Klischeevorstellungen vom Leben der jeweiligen Ausländergruppe entgegenwirken und zu einer realistischeren Ausländerdarstellung beitragen.
Nach der Gründung mit nur 40 Schauspielern hauptsächlich türkischer Herkunft wuchs die Kartei der Agentur innerhalb eines Jahres auf über 220 Darstellern aus 52 Nationen.
Die Agentur wird seit 2003 von Rudolf Oshege als Agentur International Actors geführt und vertritt deutsche und internationale Schauspieler für Film-, Fernseh-, Theater-, Radio-, Synchronarbeiten im In- und Ausland, aber auch für Werbung, Hörspiele und Moderationen.
Bekannte Kunden sind unter anderem Susanna Capurso, Zejhun Demirov, Jan Oliver Schroeder, Irshad Panjatan, Lilay Huser, Mohammad-Ali Behboudi, Orhan Güner und Nikolaus Okonkwo.